# اورگری
اِوِرگرِی (به انگلیسی: evergrey) یک گروه موسیقی سوئدی در سبک متال و انواع آن می‌باشد که در سال ۱۹۹۳ شکل گرفت، اولین آلبوم آن‌ها در سال ۱۹۹۸ منتشر شد.

## وقایع
در ماه مه سال ۲۰۱۰ اعلام شد که هِنریک دانهاگه (Henrik Danhage)، یوناس ایِکدال (Jonas Ekdahl) و Jari Kainulainen در یک تصمیم متقابل به دلیل مشکل اعضای بند در تعامل با یکدیگر گروه را ترک کردند. آن‌ها این اقدام را کنار کشیدن عنوان کردند تا دوستی و رفاقتی را که در مدت داشتند برهم نزده باشند.
در اوت ۲۰۱۴ با انتشار یک موزیک ویدئو با عنوان " King of Errors "مشخص شد که هِنریک دانهاگه و یوناس ایِکدال به این بند بازگشتند.
در ۱۵ مه ۲۰۲۴، اعلام شد که درامر یوناس ایِکدال به دلیل علاقه بیشتر به تولید و میکس آثار نسبت به نواختن درامز از سمت درامر گروه کناره‌گیری می‌کند. Simen Sandnes به عنوان درامر جدید به گروه پیوست.

## اعضای گروه

اورگری سال ۲۰۱۸ در Rockharz Open Air
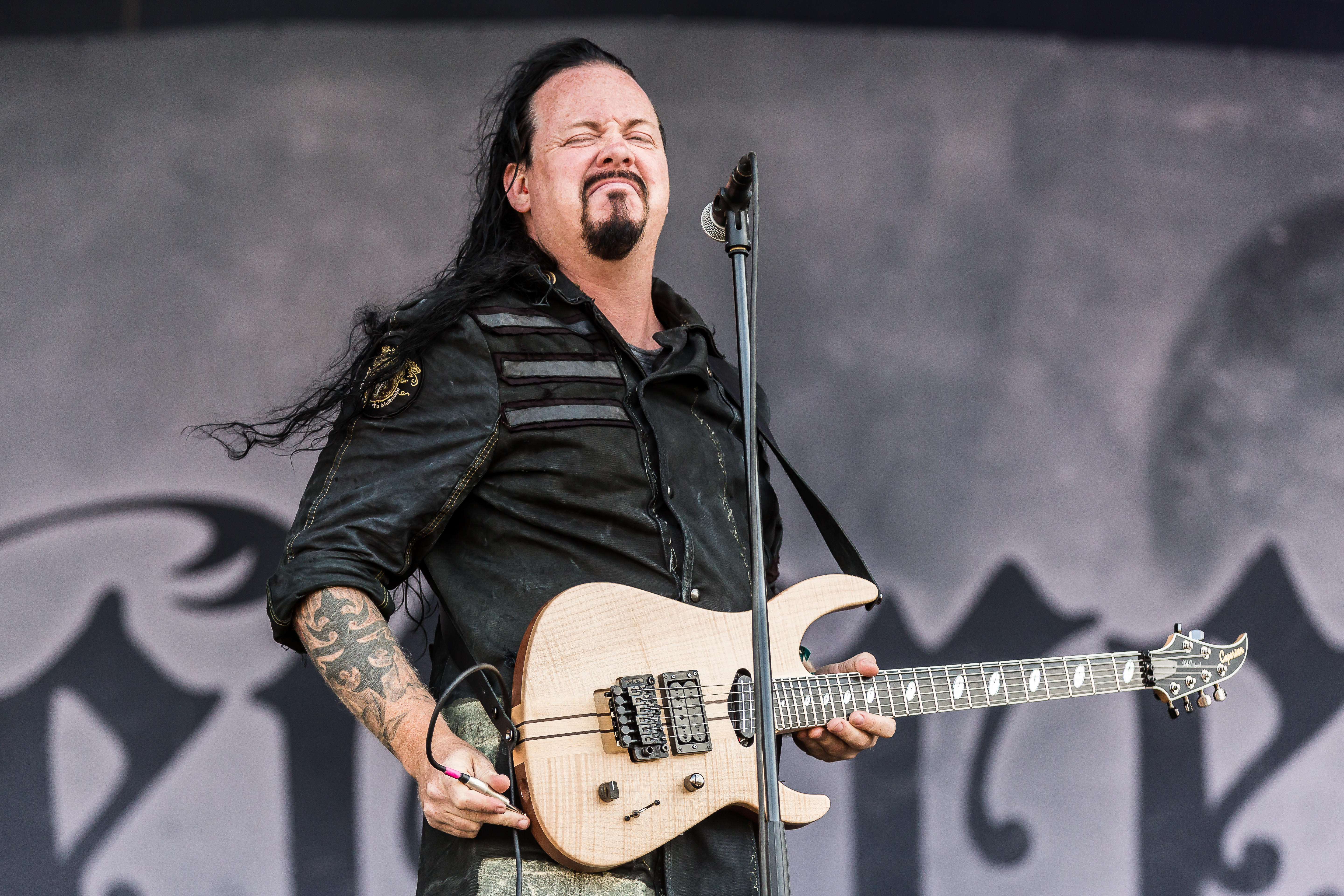
تام. اس. انگلوند
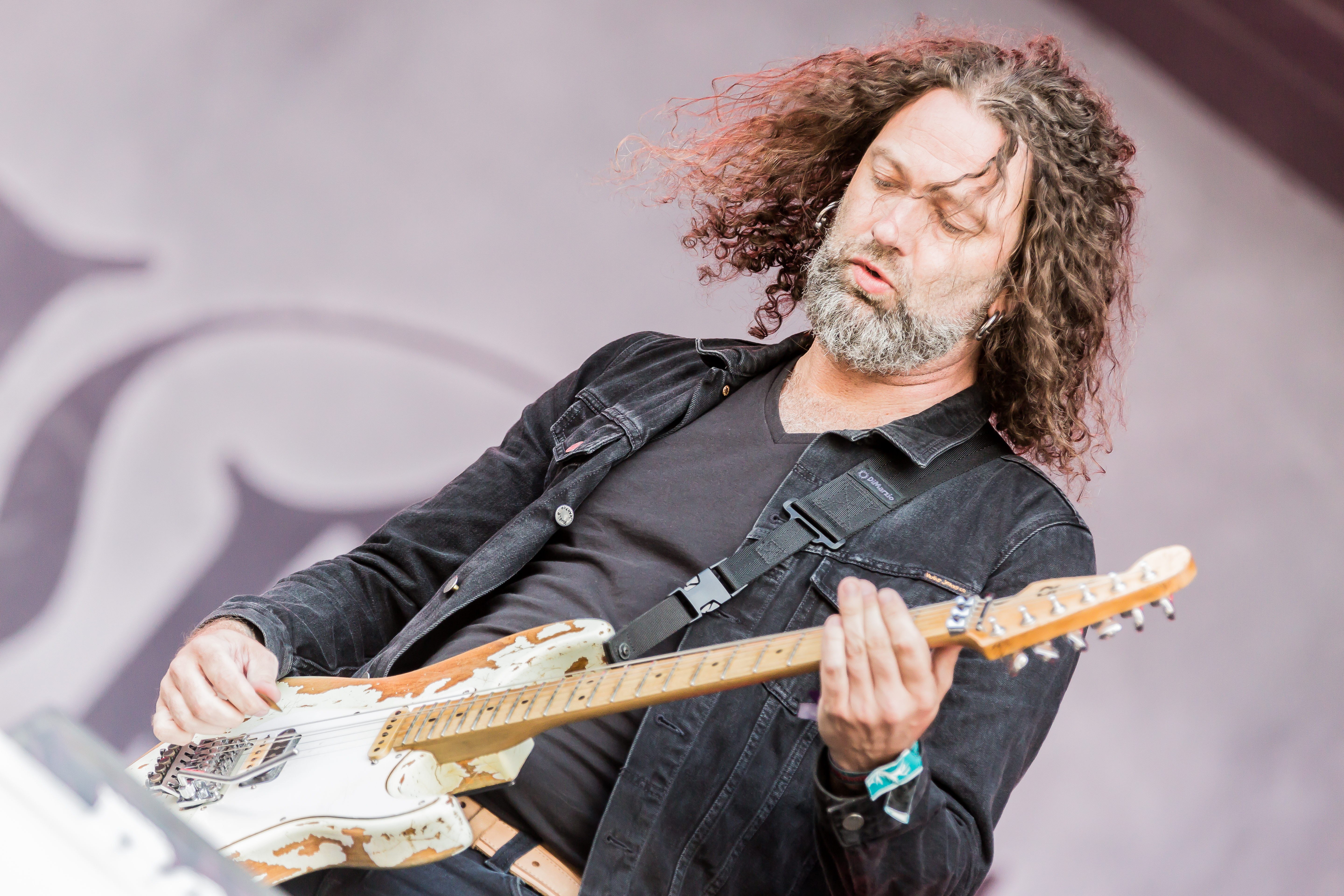
هِنریک دانهاگه
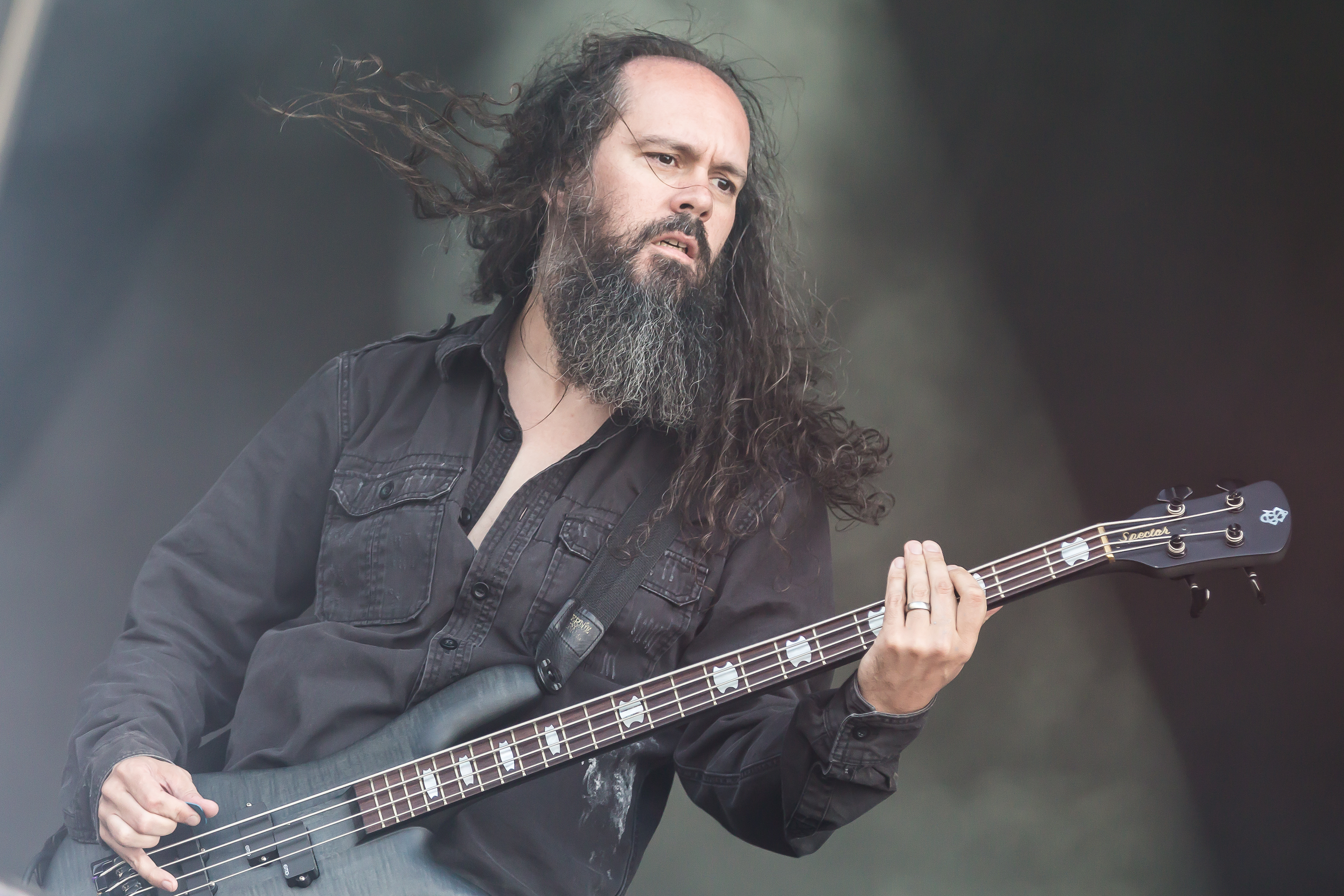
یوهان نیِمان
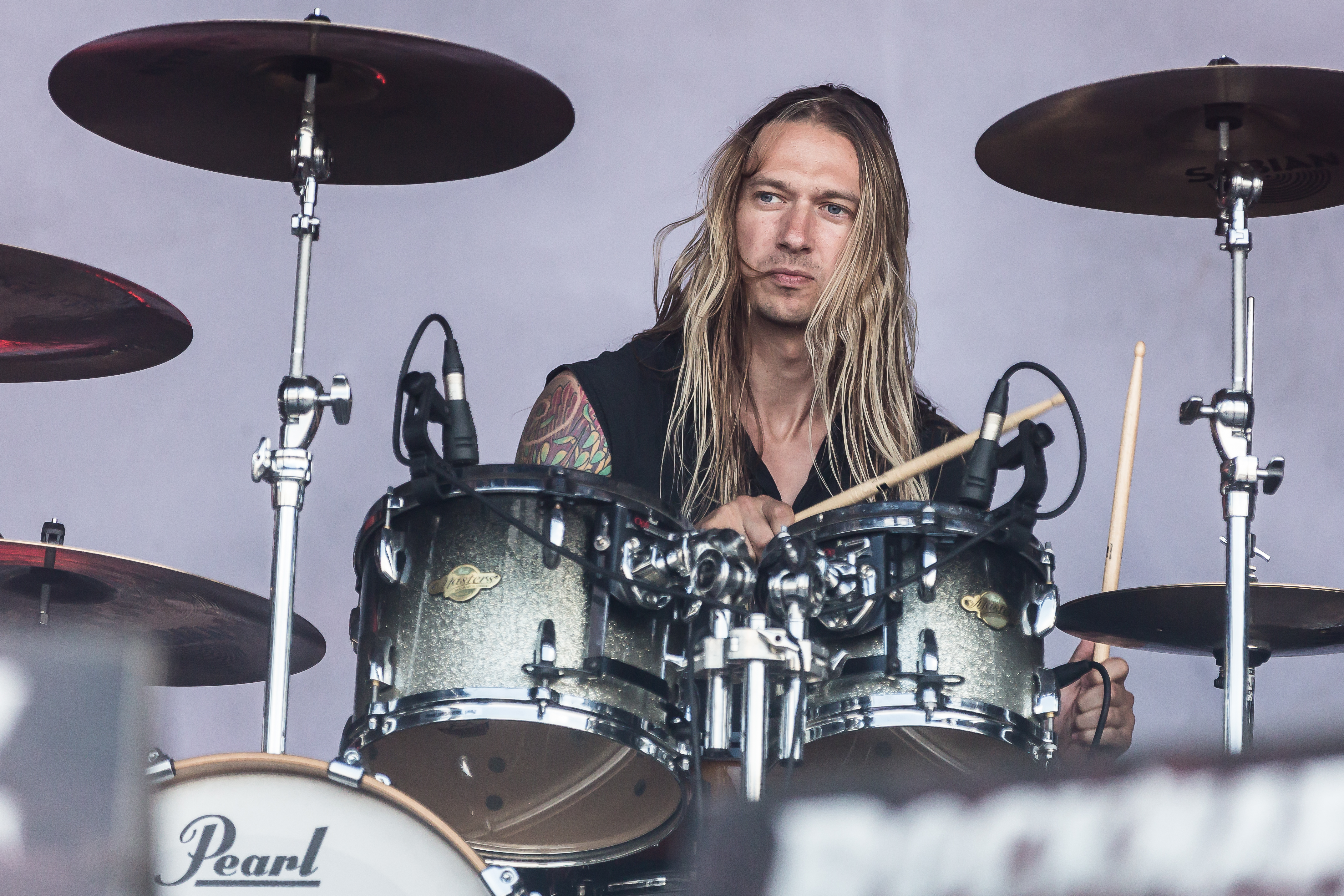
یوناس ایِکدال
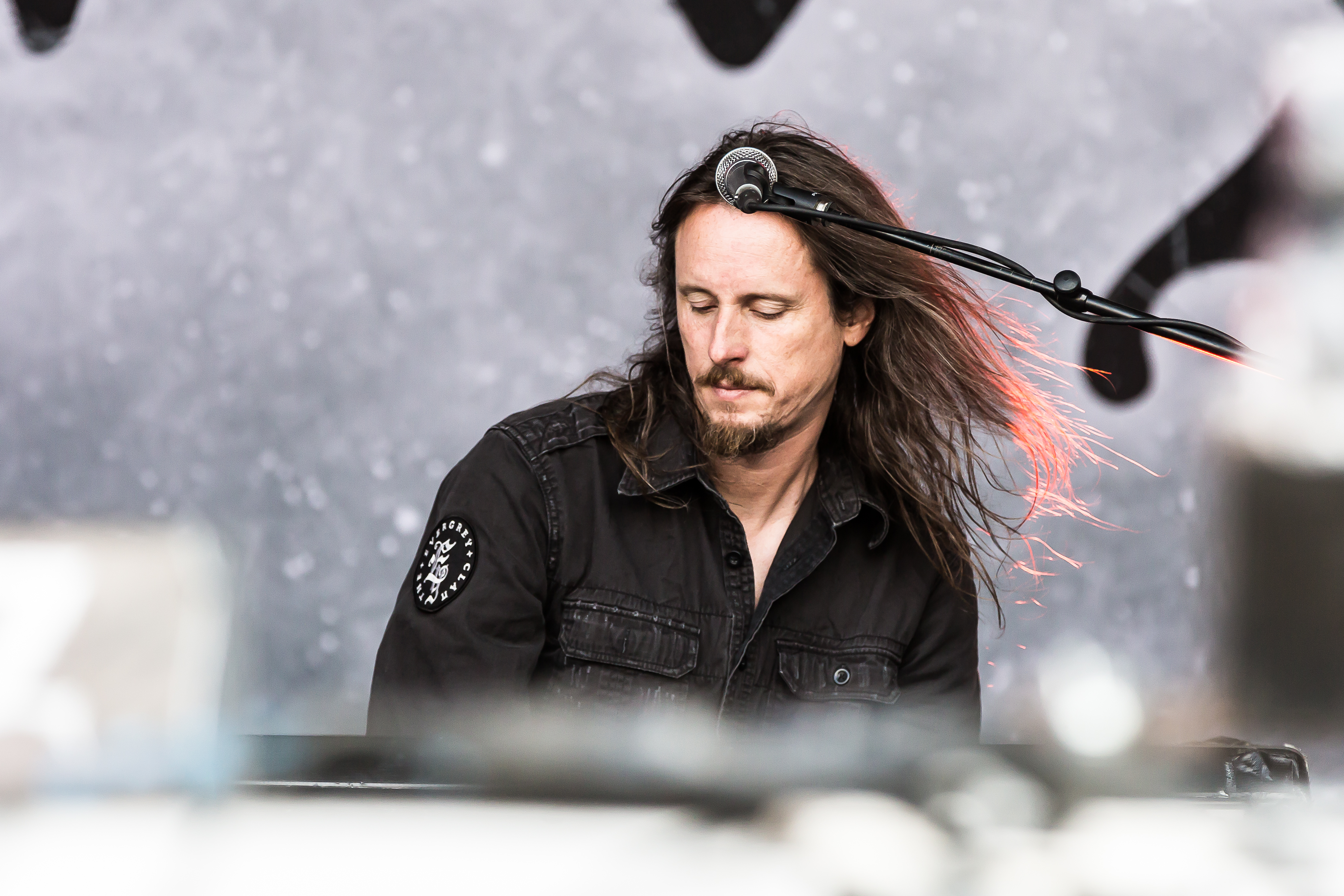
Rikard Zander

Tom S. Englund - خواننده، گیتار الکتریک
Johan Niemann - گیتار بیس
Jonas Ekdahl - درامز
Rikard Zander - کیبرد
Henrik Danhage - گیتار

## آلبوم‌ها
- (۱۹۹۸) - The Dark Discovery
- (۱۹۹۹) - Solitude Dominance Tragedy
- (۲۰۰۱) - In Search of Truth
- (۲۰۰۳) - Recreation Day
- (۲۰۰۴) - The Inner Circle
- (۲۰۰۶) - Monday Morning Apocalypse
- (۲۰۰۸) - Torn
- (۲۰۱۱) - Glorious Collision
- (۲۰۱۴) - Hymns for the Broken
- (۲۰۱۶) - The Storm Within
- (۲۰۱۹) - The Atlantic
- (۲۰۲۱) - Escape of the Phoenix
- (۲۰۲۲) - A Heartless Portrait (The Orphean Testament)
- (۲۰۲۴) - Theories of Emptiness